# 이브의 시간
이브의 시간(イヴの時間)은 2008년 8월부터 인터넷상에서 공개되고 있는 애니메이션 작품이다. 2008년 8월 1일 1화를 시작으로 2009년 9월 18일 첫 번째 시즌의 마지막화를 발표. 편당 15분의 총 6화로 제작되었다. 마지막편에서는 이어질 이야기를 암시하고 있지만 두 번째 시즌의 제작에 관한 내용은 아직 알려진 바 없다. 야후 재팬에서 스트리밍 서비스로 공개되었다.
첫 번째 시즌 총 6화의 내용은 재편집을 통해 완전판으로 제작되었으며, 이것은 2010년에 일본에서 애니메이션 영화로 개봉되었다. 여기서는 이전에 드러나지 않았던 몇몇 설정들이 조금 더 드러났다.
요시우라 야스히로가 연출, 원작, 각본, 감독을 맡고 있다. 애니메이션 제작은 스튜디오 릿카에서 담당하고 있으며, 제작은 디렉션즈이다.

## 개요
“미래, 아마도 일본. ‘로봇’이 실용화된 지는 이미 오래이고, ‘인간형 로봇’(안드로이드)이 실용화된 지 얼마 안 된 시대.” 애니메이션에서.
리쿠오는 소유하고 있는 안드로이드인 사미의 행동기록을 체크하던 중 수상한 행동기록을 발견하게 된다. 친구인 마사키와 그 행동기록이 나타난 장소에 가 보니, 그 곳에는 ‘이브의 시간’이라는 불가사의한 카페가 있었다.

## 용어
이브의 시간
지하에 있는 카페. 어느 규칙에 기인한 특수한 장소. 인간과 안드로이드의 구별이 없는 장소. 평소라면 무표정한 안드로이드에게 감정과 개성이 나타난다.
규칙
이브의 시간에서의 규칙. 즉, 가게 입구 안내판에 있는 ‘이 가게에서는 … 인간과 로봇의 구별을 하지 않습니다. 방문해 주시는 여러분의 협력을 부탁드립니다. 규칙을 지켜주시고 즐거운 시간을…’을 말한다. 애니메이션 안의 로봇법상으로는 중간영역(Gray Zone)에 속하는 듯하다. 가게 입구 안내판에 인간의 눈에는 보이지 않는 1138이라는 숫자가 숨겨져 있는데, 애니메이션 설정상 이 숫자는 모든 안드로이드에게 최우선적으로 적용되는 명령우선코드이다.
이블렌드
이브의 시간의 특제 커피. 혀를 깨물 것만 같은 이름이지만, 의외로 말하기 쉽고 위화감이 없다.
안드로이드
인간형 로봇. 이 세계에서는 하우스로이드(안드로이드)나 농업용 로봇(비인간형 작업기계)과 같은 인공지능 로봇이 비교적 최근에 일반화되어 여러 가지 용도로 사용되고 있는데, 그 중 특히 인간과 같은 모습을 한 로봇을 말한다. 로봇 3원칙이라는 제약 때문에 주인의 명령에 충실하다. 인간보다 낮은 존재로 인식되고 있으며, 겉보기에는 인간과 구분이 가지 않기 때문에 머리에 링을 투영시키는 것이 의무화되어 있다. 각 안드로이드의 겉모습은 모두 다 다르지만, 개별적인 개성이나 감정은 없다고 널리 알려져 있다.
링
안드로이드와 인간을 구별하기 위해, 안드로이드가 의무적으로 머리 위에 투영해야 하는 고리 모양의 홀로그램. 이 링이 없으면, 단지 겉모습만으로는 인간과 안드로이드를 전혀 구분할 수 없다. 이 링은 해당 안드로이드의 현재 상태를 나타내는 역할도 맡고 있다. 무슨 이유에서인지 이브의 시간 안에서는 사라져 있다. 안드로이드 자신의 의지로 사라지게 할 수 있는가 어떤가는 불확실하나, 일단은 가능한 듯 하다.
로봇법
안드로이드 로봇이 지켜야 할 법률. 그 중 하나는 링의 투영의무이다. 로봇 3원칙보다 구속력이 적다.
드릭 계(系)
안드로이드 홀릭(Android Holic: 안드로이드 정신의존증)의 약칭. 하우스로이드를 인격적인 존재로 보아 인간과 동등시하는 젊은 사람들을 말한다. 이러한 경향을 ‘정신 질환’으로 취급하는 것을 보면 극 중에서 드릭 계에 대한 사회적 시선이 어떤지 짐작할 수 있다.
윤리위원회
인간과 기계(안드로이드)와의 공존에 ‘경종’을 울린다는 단체. 일단은 일상 생활에 진출하는 로봇에 대해서만 경고한다고 말하지만, 이 단체가 제작한 광고를 보면 농업용 로봇과 같은 비인간형 작업기계까지 부정적으로 보고 반대함을 알 수 있다. 이런 광고를 많은 TV 채널이나 광고판을 통해 내보내는 것으로 보아, 사회적인 영향력이 상당히 큰 것으로 보인다. 이 조직의 모체가 되는 조직은 10여 년 전부터 있었던 과격파 로봇 배척 단체였으며, 당시 ‘토키사카 사건’이라는 상해 사건을 일으켜서 물의를 빚은 적이 있다.
시네마 타이드
휴대전화처럼 생긴 휴대용 단말기.

## 주요 등장인물
리쿠오
성우: 후쿠야마 준
인간 고교생. 남성. 안드로이드인 사미를 소유하고 있다. 부모님과 누나인 나오코와 함께 넷이서 살고 있다. 아버지가 안드로이드 제작 회사에 근무하고 있어서, 비교적 초창기에 나왔던 안드로이드에 대해서 다른 사람보다 잘 아는 편이다. 이 시대를 살아가는 인간의 상식으로, 사미를 ‘편리한 도구’쯤으로 여기며 인간처럼 취급하는 일이 없도록 신경을 쓰고 있으나 기본적으로는 사미를 신용하고 있다. 피아노 대회에서 최우수상을 받을 정도로 피아노를 잘 치지만, 대회에서 안드로이드의 완벽한 피아노 연주를 들은 뒤 현재 피아노를 그만둔 상태이다.
마사키
성우 : 노지마 켄지
인간 고교생 ‘특대생’. 남성. 리쿠오의 친구. 아버지가 윤리위원회의 홍보관이기 때문에 ‘로봇 3원칙’이나 로봇법 등에 대해 잘 알고 있으나, 일단은 안드로이드를 소유하고 있지 않은 것으로 알려져 있다. 애니메이션 시점에서 현재 이런 사람은 드물다.
사미
성우 : 타나카 리에
여성의 외모를 가진 가사용 안드로이드(하우스로이드). 리쿠오가 소유하고 있다. 주인인 리쿠오 가족을 아끼고 있으며 리쿠오가 피아노를 그만둔 것을 아쉬워하고 있다. 이브의 시간에서 커피 타는 법을 배운 뒤, 커피 원두를 조금씩 얻어가고 있다.
나기
성우 : 사토 리나
이브의 시간의 웨이트레스. 귀걸이와 윙크가 인상적. 쉽게 토라진다. 가게 안에서는 기묘한 규칙을 손님들에게 강요한다. ‘토키사카 사건’과 연관이 있는 것으로 보인다.
아키코
성우 : 유카나
이브의 시간의 단골손님. 가게 안에서는 밝고 붙임성 있으며 수다스러운 성격이다. 처음 방문한 리쿠오와 마사키에게 친절하게 대하며, 니트 모자를 좋아한다. 1화에서 아키코를 만나서 대화하는 장면 바로 뒤에, 학교에서 리쿠오와 마사키가 비가 그치기를 기다리며 교실안에서 대화하는 장면에서 안드로이드로 밝혀진다.
코지
성우 : 나카오 미치오
이브의 시간의 단골손님. 가게 안에서는 자주 리나와 같이 있다. 드릭 계인 것처럼 보이지만, 3화에서 안드로이드로 밝혀진다. 남자친구를 오래 못 사귀는 주인을 위해 인간과의 사랑을 배우고자 카페에서 리나와 사귀는 듯 하다. 리나가 인간이라고 믿고 있다.
리나
성우 : 이토 미키
이브의 시간의 단골손님. 가게 안에서는 자주 코지와 같이 있다. 가게 안에서 가장 여성스러운 존재. 3화에서 안드로이드로 밝혀진다. 전 주인을 보호하다 오른쪽 다리에 상처를 입었다. 코지가 인간이라고 믿고 있다.
시메이
성우 : 기요카와 모토무
이브의 시간의 단골손님. ‘양육사’로서, 치에의 보호자와 같은 존재. 5화에서 안드로이드로 밝혀진다. 치에를 아끼며, 아직은 치에에게 자신이 안드로이드임을 숨기고 있다.
치에
성우 : 사와시로 미유키
이브의 시간의 단골손님. 고양이(또는 고양이 흉내내기)와 아이스크림을 좋아하는 어린 아이. 안드로이드와 인간을 구별하지 않는다.
세토로
성우 : 스기타 토모카즈
이브의 시간의 단골손님. 항상 책을 읽고 있다. 아시모리 박사와 연관이 있으며, 그녀를 ‘주임’이라고 부른다.
나오코
성우 : 미즈타니 유코
인간 대학생. 리쿠오의 누나. 안드로이드(하우스로이드)를 소유하는 것 자체를 창피해하고 있다. 동생 리쿠오가 드릭 계가 되는 것은 아닌지 걱정하고 있다. 신세대와는 다르다.
아시모리 박사
성우 : 야마구치 유리코

## 제작진
- 그림 콘티, 연출, 3D CG, 촬영, 편집, 음악감독, 원작, 각본, 감독 : 요시우라 야스히로
- 캐릭터 디자인, 작화감독 : 사야마 류스케
- 음악 : 오카다 도오루
- 애니메이션 제작 : 스튜디오 릿카
- 제작 : 디렉션즈
- 프로듀서 : 나가에 쓰토무